# Lin Qingfeng
Lin Qingfeng (kinesiska: 林清峰), född 26 januari 1989 i Changle i provinsen Fujian, är en kinesisk tyngdlyftare som tävlar i 69-kilosklassen. Han deltog i olympiska sommarspelen 2012 i London där han vann guld.